# Luc Jochimsen

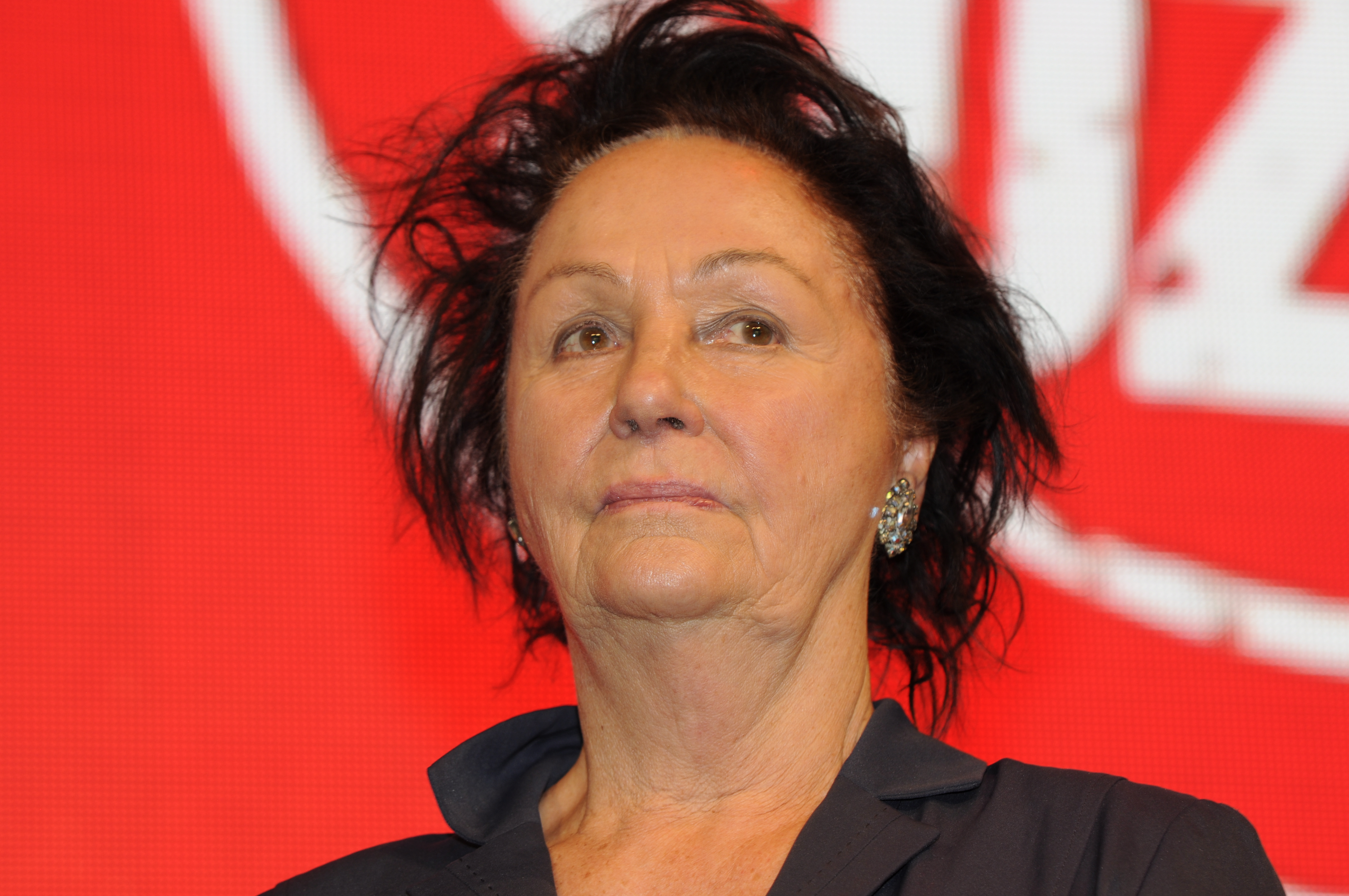
Luc Jochimsen, 2013

Lukrezia Luise „Luc“ Jochimsen (* 1. März 1936 in Nürnberg als Lukrezia Schleussinger) ist eine ehemalige deutsche Fernsehjournalistin und Politikerin (Die Linke). Von 1994 bis 2001 war sie Chefredakteurin des  HR-Fernsehens und von 2005 bis 2013  Mitglied des Deutschen Bundestages. Bei der Wahl des deutschen Bundespräsidenten 2010 trat sie für ihre Partei als Kandidatin an.

## Leben
Luc Jochimsen wurde als Tochter eines Speditionskaufmanns 1936 in Nürnberg geboren. Die Schulzeit in Frankfurt am Main beendete sie 1956 mit dem Abitur. Sie studierte Soziologie (bei Helmut Schelsky und Heinz Kluth), Politikwissenschaft (bei Siegfried Landshut) und Philosophie an der Universität Hamburg. 1961 promovierte sie zur Dr. phil. bei Schelsky an der Westfälischen Wilhelms-Universität in Münster mit der Arbeit Zigeuner heute – Untersuchung einer Außenseitergruppe in einer deutschen Mittelstadt.
Jochimsen war 1961 bis 1975 freie Autorin, 1975 bis 1985 Redakteurin von Panorama in Hamburg. 1985 bis 1988 war sie ARD-Korrespondentin in London. Von 1988 bis 1991 war sie Verantwortliche für die Abteilung Feature/Auslandsdokumentation des NDR und von 1991 bis 1993 Leiterin des ARD-Fernsehstudios in London. 1994 bis 2001 war sie Chefredakteurin Fernsehen des Hessischen Rundfunks und moderierte unter anderem die Politiksendung 3 zwei eins.
Zur Bundestagswahl 2002 war Lukrezia Jochimsen in Hessen Spitzenkandidatin der PDS, die Partei scheiterte jedoch bundesweit an der Fünf-Prozent-Hürde. 2003 hatte sie die Theodor-Herzl-Dozentur am Institut für Medienwissenschaft und Journalismus der Universität Wien inne und veröffentlichte 2004 die Herzl-Biografie Dieses Jahr in Jerusalem. Bei der Bundestagswahl 2005 zog sie über die Landesliste Thüringen der Linkspartei/PDS in den Deutschen Bundestag ein und wurde kulturpolitische Sprecherin der Linksfraktion. Sie schlug unter anderem vor, den 8. Mai (Ende des Zweiten Weltkrieges) als Nationalfeiertag einzuführen. Zur Bundestagswahl 2009 zog sie wieder über die Liste in den Bundestag ein. Weil sie bei der Einweihung des Ehrenmals der Bundeswehr im September 2009 einen Schal mit der Aufschrift „Nun erst recht. Raus aus diesem Krieg“ trug, verweigerten ihr Feldjäger den Zutritt zum anschließenden Empfang des Bundesverteidigungsministers.
Die Linke nominierte Jochimsen für die nach dem Rücktritt von Amtsinhaber Horst Köhler anberaumte Bundespräsidenten-Wahl am 30. Juni 2010. In einem darauffolgenden Interview beurteilte sie die DDR als Staat, der als Diktatur unverzeihliches Unrecht an seinen Bürgern begangen habe. Sie sei jedoch „nach juristischer Definition“ kein Unrechtsstaat gewesen. Diese Aussage war Anlass für scharfe Kritik. Im ersten Wahlgang der Bundespräsidenten-Wahl entfielen auf sie 126 von 1242 abgegebenen Stimmen, im zweiten 123, für den dritten Wahlgang zog sie ihre Kandidatur zurück.
Bei der Bundestagswahl 2013 trat sie nicht mehr an. Im September 2014 veröffentlichte sie mit Die Verteidigung der Träume ihre Autobiographie.

## Auszeichnungen
- 1971: Sonderpreis der Bundesregierung zum Internationalen Erziehungsjahr beim Adolf-Grimme-Preis
- 1981: Alexander-Zinn-Preis
- 1984: Prix Italia
- 2000: Hedwig-Dohm-Urkunde
- 2001: Hessischer Verdienstorden
- 2014: Bundesverdienstkreuz am Bande

## Veröffentlichungen (Auswahl)
- mit Ursula Haverbeck, Ansgar Skriver: Warum ich in der Gustav-Heinemann-Initiative mitarbeite. In: Walter Hähnle (Hrsg.): Bekommen wir eine andere Republik? Gustav-Heinemann-Initiative. Radius-Verlag, Stuttgart 1978, ISBN 3-87173-536-1 S. 43 ff.
- Die Verteidigung der Träume. Berlin 2014, ISBN 978-3-351-03281-4
- Der aufhaltsame Abstieg des öffentlich-rechtlichen Fernsehens – Berichte von Beteiligten, Verlag edition ost, Berlin 2023, ISBN 978-3-360-02808-2.